# Lukovica pri Domžalah
Lukovica pri Domžalah je naselje in središče Občine Lukovica.
Lukovica je urbanizirano gručasto naselje ob avtocesti Ljubljana - Celje.
V kraju, ki se je razvilo ob reki Radomlji, je dokaj dobro razvita obrtna dejavnost, medtem ko so za kmetovanje slabši pogoji.

## Zgodovina
Lukovica je znana po mogočnih furmanskih hišah iz časov prevozništva s konjsko vprego, znana pa so tudi gostišča iz časov rokovnjaštva iz konca 18. in začetka 19. stoletja. V preteklosti je bila Lukovica pomembna poštna postaja ob cesti
Dunaj - Trst. Tu je bil tudi sedež okrajnega sodišča in notariata, na bližnjem gradu Brdo pa davčni urad. V bližnjem zaselku Podpeč pa je bila v starih časih tudi mitnica.

## NOB
Med drugo svetovno vojno so bile v letih 1942-1945 v Lukovici in bližnji okolici številne partizanske akcije na ceste in telefonske zveze, največje je oktobra 1943 izvedla Šlandrova brigada, tedaj je bil ustanovljen tudi lukoviški okraj Osvobodilne fronte. Tu so  nemški policisti 30. decembra 1944 ustrelili 17 partizanov zajetih v zimski ofenzivi.

## Izvor krajevnega imena
Krajevno ime je verjetno izpeljano iz besede lúk, ki se je v rednem jezikovnem razvoju razvila iz slovanske besede lűkъ v pomenu por, čebula, česen in kar se v pomenu čebula do danes ohranja v slovenskih vzhodnih narečjih. Druga, manj verjetna možnost je, da krajevno ime izhaja iz lúkati v pomenu opazovati, oziroma iz izpeljanke lukovica v pomenu opazovalnica, preža. Ne izključuje pa se tudi možnost, da je krajevno ime tvorjeno iz imena Luka. V arhivskih zapisih se kraj omenja leta 1304 kot Lokwicz, 1330 Lukowicz in 1479 kot Lukowitz. 